# تنقل نشط

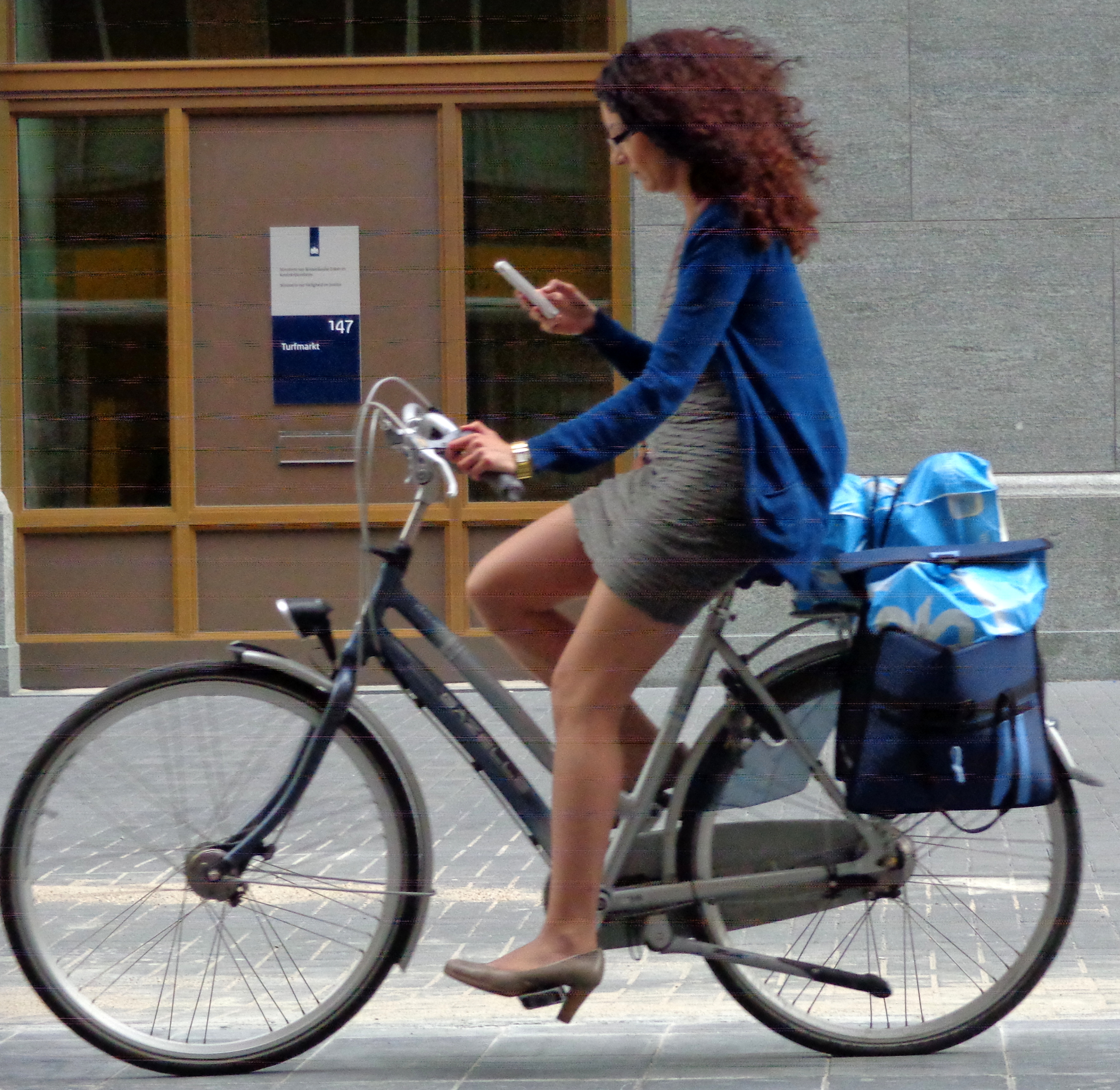

التنقل النشط أو السفر النشط أو وسائل النقل النشط أو النقل النشط  هو شكل من أشكال تنقل الأشخاص وأحيانًا البضائع يستخدم فقط النشاط الإنسان البدني في الحركة. المشي وركوب الدراجات أكثر أشكال التنقل النشط شهرةً، على الرغم من أن وسائل التنقل الأخرى مثل الجري ولوح التزلج وسكوتر الركل والتزلج بمزلجة ذات عجلات تعد أشكالاً أيضًا للتنقل النشط. قد تشمل وسائل النقل العملية أيضًا في بعض خطوط العرض والارتفاعات التزلج عبر البلاد والتزلج على الجليد، ربما فقط في فصل الشتاء.  
تثبت الأدبيات الأكاديمية أن السياسات العامة التي تعزز التنقل النشط تميل إلى زيادة المؤشرات الصحية عن طريق زيادة مستويات اللياقة البدنية وتقليل معدلات السمنة ومرض السكري، بينما تقلل استهلاك الوقود الحفري والجسيمات الناتجة وهي أوكسيد النيتروز وانبعاثات الكربون.

## ردود من الإدارات العامة
استجابةً للمستوى العالي من نمط الحياة واستخدام السيارات، والتي لها آثار بيئية وصحية سلبية، ظهرت حركة حديثة تقودها الصحة العامة والناشطين في مجال البيئة للدفاع عن سياسات وممارسات أقوى تعزز السفر النشط وتجعل ركوب الدراجات والمشي أكثر أمانًا وجاذبية. والقصد من ذلك هو أن هذه الأساليب يمكنها، في كثير من الحالات، أن تحل محل استخدام السيارات للرحلات اليومية إلى المدرسة والمتاجر والخدمات العامة، إلخ. لتسهيل ذلك، سيتطلب الأمر قيام سلطات التخطيط والطرق السريعة المحلية بالاستثمار في ضمان توفر طرق آمنة لهذه الوجهات ( كثيرا ما يتم ذكر الخطر من حركة المرور على الطرق الأخرى باعتباره السبب الرئيسي لعدم ركوب الدراجات). في العديد من المجالات، والتركيز الحالي للتنمية لركوب الدراجات البنية التحتية على مسارات الترفيه معزولة، مما أسفر عن مجزأة للغاية طرق الدراجاتوالأرصفة / الأرصفة، التي لا ترتبط بشكل فعال بالوجهات اليومية. يمكن للحكومات أخذ زمام المبادرة لوضع برامج وخطط نقل نشطة، مثل برنامج النقل النشط في كاليفورنيا (ATP) ،  بورتلاند، وخطة النقل الإقليمية النشطة في أوريغون،  فورت وورث، تكساس إيه تي بي  وسان دييغو كاونتي إيه تي بي،  وكذلك تخطيط وتنفيذ النقل المدرسي النشط والمستدام (ASST) ، كما هو الحال في هاميلتون، أونتاريو.

### أوروبا
في عام 2012 صدر عن بوليس – تحالف مكون من مدن و مناطق أوروبية – وثيقة تطالب المؤسسسات الأوروبية و كل من يمثل أوروبا بأن يتعهدوا بتقديم أقصى دعم للتنقل النشط من خلال مختلف السياسات و البرامج الأوروبية و ذلك للترويج لما له من فوائد صحية .التوصيات جاءت بناء على مراجع مستمدة من وثائق أوروبية سياسية لتحسين الصحة من خلال التنقل النشط مما يشكل قاعدة لسياسات و استثمارات و أهداف و برامج مشتركة تؤدي لتشجيع المشي و ركوب الدراجات .
التوصيات تضمنت ː
- تعيين مسؤوول عن برنامج التنقل النشط في الاتحاد الأوروبي .
- استشارة ممثلي قطاعات الصحة و المواصلات و البيئة لاستطلاع فرص المبادرات الأوروبية .
-دمج التكاليف الخارجية الغير محسوبة للتنقل لضمان أن التكاليف الصحية تم احتسابها متضمنة إهمال النشاط الجسدي .
-الأخذ بعين الاعتبار الفائدة بعيدة المدى للتنقل النشط على الاقتصاد حيث أنه يؤدي خفض معدلات استهلاك الرعاية الصحية و ما له من فوائد بيئية، حيث يتم مراعاة هذا الجانب حيثما يتم وضع خطط و سياسات التطوير الحضري و تنظيم وسائل التنقلات فيها .
-دعوة المؤسسات الأوروبية لدعم و تمويل الأنشطة التي تشجع التنقل النشط .

### المملكة المتحدة
إن حوالي 50% من الرحلات بالسيارة في المملكة المتحدة تكون لمسافة اقل من 5 كيلومترات و هذا يعني نظرياً، أمكانية استبدالها بوسائل التنقل النشط .
في عام 2008 قام اتحاد أمناء الصحة العامة، سي تي سي و سستران و حركة رامبلر و غيرها بإطلاق مبادرة للسفر النشط . هذا وضع أهدافاً واضحة للسلطات و التخطيط المحلي . إذا تحققت، هذه الأهداف قد تؤثر بشكل فعال للتصدي لزيادة معدلات السمنة و انبعاث الكربون . على كل،  إن عملية مراقبة تحقق هذه الأهداف و عقد الاجتماعات لتقييم الأداء ضعيفة، مما يهدد بتحجيم الوصول لتلك الأهداف ؛
-الحد الأقصى للسرعة في المناطق السكنية 32 كم / ساعة.
-توفير طرق ذات جودة عالية للدراجين تصل بين الجهات المختلفة .
-تطوير مستوى تعليم السائقين و وضع قوانين مرورية أكثر شدة.
-وضع أهداف رسمية طموحة لزيادة معدلات المشي و ركوب الدراجات .

### ويلز
قانون ويلز للتنقل النشط تم إقراره عام 2013 . القانون طالب السلطات المحلية بالتحسين المستمر للطرق و المنشآت التي يستخدمها المشاة و الدراجون و وضع خرائط تتضمن الطرق الحالية و المحتملة لاستخدام المشاة و الدراجين . أيضاً تضمن أن يتضمن تخطيط الطرق الجديدة الاهتمام باحتياجات المشاة و الدراجين .

## مقالات ذات صلة
- سهولة حركة الدراجات